# Ferdinand Pálffy von Erdőd

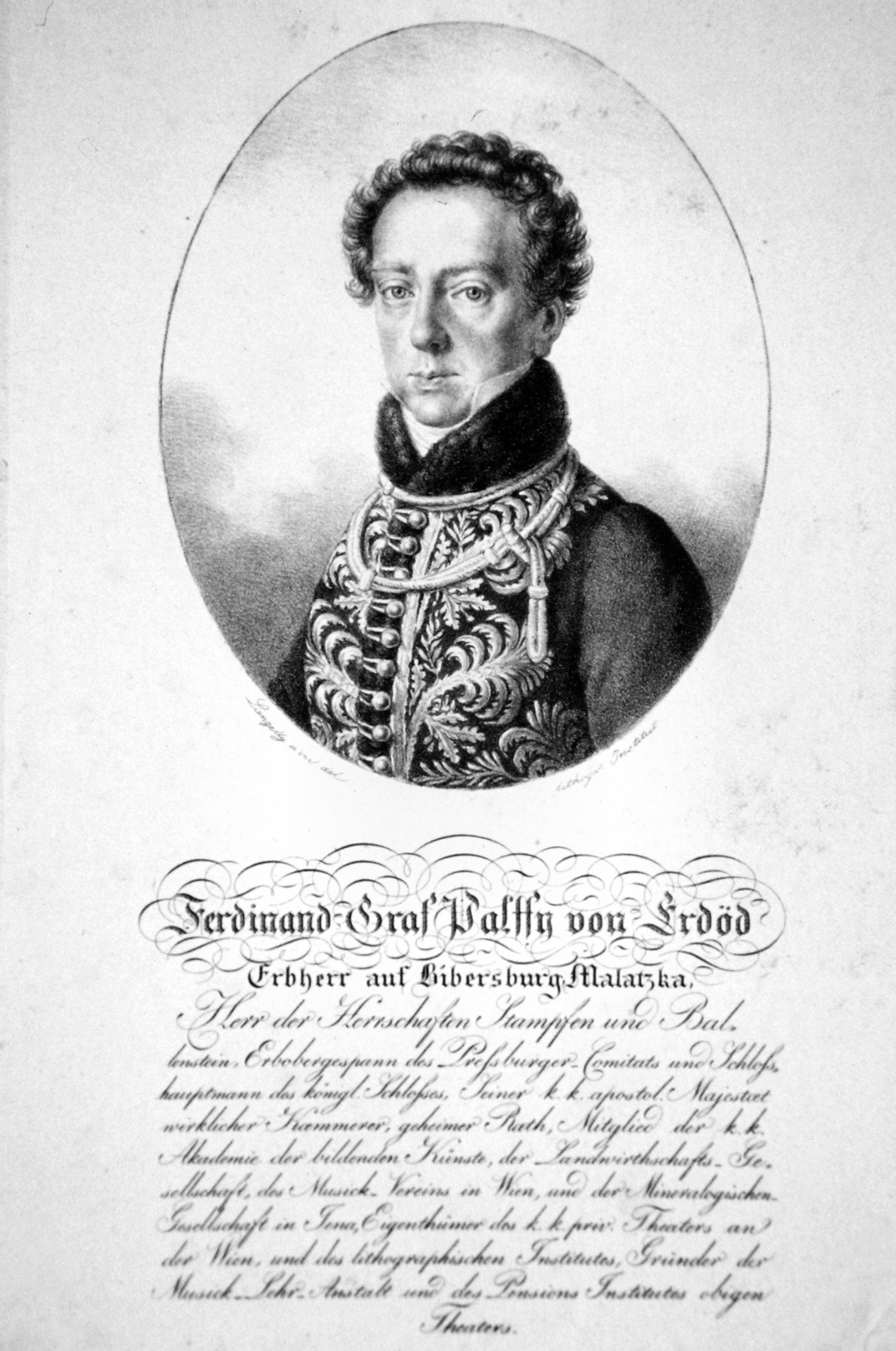
Graf Ferdinand Pálffy von Erdöd, Lithographie von Josef Lanzedelli d. Ä., ca. 1820

Graf Ferdinand Pálffy von Erdőd (* 31. Januar 1774 in Wien; † 4. Februar 1840 ebenda) war ein österreichisch-ungarischer Bergbau-Ingenieur, Beamter und Theaterunternehmer.

## Leben
Ferdinand Pálffy entstammt dem ungarischen Adelsgeschlecht der Pálffys, das zum Uradel zählt, und war der Sohn des Grafen Leopold Pálffy von Erdőd (1739–1799).
Er besuchte 1794 bis 1796 die Bergakademie Schemnitz, die damals zu Ungarn gehörte, und trat anschließend in den Staatsdienst. 

### Theaterunternehmer
1807 gehörte er neben dem Fürsten Joseph Lobkowitz zu dem Verein von Adligen, der das Theater an der Wien erwarb, später auch das Burgtheater und das Theater am Kärntnertor.
Pálffy gehörte zu den Förderern von Ludwig van Beethoven und sorgte dafür, dass der Komponist im Theater an der Wien bereits um 1813 – seiner Schwerhörigkeit wegen – einen Freiplatz „dicht hinter dem Orchester“ erhielt, was Beethoven allerdings nicht daran hinderte, über Pálffy im Theater „überlaut“ zu schimpfen. Dies berichtet Louis Spohr, der 1813 bis 1815 Kapellmeister am Theater an der Wien war.
Unter Graf Pálffy erlebte das Theater an der Wien am 20. Dezember 1823 die Premiere von Helmina von Chézys Schauspiel Rosamunde mit der Bühnenmusik von Franz Schubert. Wohl als Dank widmete Schubert Graf Pálffy seine B-Dur-Sonate für Klavier zu vier Händen D 617.

### Niedergang
1826 verlor er durch Spekulationen sein gesamtes Vermögen und war gezwungen, die Theater auf einer Auktion zu verkaufen. Aus Angst vor Verhaftung für seine ausstehenden Schulden floh er von Wien nach Preßburg, wo er mehrere Jahre blieb, ehe er nach Wien zurückkehrte.